# Município de Monroe (condado de Adams, Ohio)
O município de Monroe (em inglês: Monroe Township) é um município localizado no condado de Adams no estado estadounidense de Ohio. No ano de 2010 tinha uma população de 686 habitantes e uma densidade populacional de 9,43 pessoas por km².

## Geografia
O município de Monroe encontra-se localizado nas coordenadas 38° 43′ 00″ N, 83° 30′ 57″ O. Segundo a Departamento do Censo dos Estados Unidos, o município tem uma superfície total de 72.75 km², da qual 70,45 km² correspondem a terra firme e (3,15 %) 2,29 km² é água.

## Demografia
Segundo o censo de 2010, tinha 686 pessoas residindo no município de Monroe. A densidade populacional era de 9,43 hab./km². Dos 686 habitantes, o município de Monroe estava composto pelo 96,36 % brancos, o 0,15 % eram afroamericanos, o 0,15 % eram amerindios, o 0,15 % eram asiáticos, o 0,29 % eram de outras raças e o 2,92 % eram de uma mistura de raças. Do total da população o 1,6 % eram hispanos ou latinos de qualquer raça.